# Chirkinli
Chirkinli är en ort i Azerbajdzjan.   Den ligger i distriktet Tovuz Rayonu, i den västra delen av landet, 400 km väster om huvudstaden Baku. Chirkinli ligger 1 552 meter över havet och antalet invånare är 849.
Terrängen runt Chirkinli är kuperad. Närmaste större samhälle är Beyuk-Kyshlag, 2,5 km nordväst om Chirkinli. 
I omgivningarna runt Chirkinli växer i huvudsak blandskog. Runt Chirkinli är det ganska tätbefolkat, med 78 invånare per kvadratkilometer.